# Deinbollia borbonica
Deinbollia borbonica là một loài thực vật có hoa trong họ Bồ hòn. Loài này được Scheff. mô tả khoa học đầu tiên năm 1869.